# Erdenesant
Erdenesant (tiếng Mông Cổ: Эрдэнэсант) là một sum của tỉnh Töv ở Mông Cổ. Vào năm 2007, dân số của sum là 5.010 người.

## Địa lý
Sum có diện tích khoảng 3.100 km2. Trung tâm sum, Ulaankhutag, nằm cách tỉnh lỵ Zuunmod 240 km và thủ đô Ulaanbaatar 214 km.

### Khí hậu
Erdenesant có khí hậu cận Bắc Cực. Nhiệt độ trung bình hàng năm trong khu vực là 2 °C. Tháng ấm nhất là tháng 7, khi nhiệt độ trung bình là 22 °C và lạnh nhất là tháng 1, với −22 °C. Lượng mưa trung bình hàng năm là 370 mm. Tháng ẩm ướt nhất là tháng 7, với lượng mưa trung bình là 89 mm, và khô nhất là tháng 1, với 3 mm.

## Kinh tế
Sum có một trường học, bệnh viện, khu dịch vụ và xưởng.